# Formule Zip
De Formule Zip is een raceklasse met verschillende kampioenschappen in Groot-Brittannië en in het Midden-Oosten. De Formule Zip is vergelijkbaar met de Formule Ford, het moet het gat dichten tussen het karten en de autosport. De raceklasse is bedacht in 2003 door meervoudig kartkampioen Martin Hines.

## De auto
Alles in deze raceklasse is gelijk voor de coureurs, dezelfde auto of hetzelfde aantal testdagen. De auto is een Zip MH1. Deze auto's worden gemaakt door Zip, een fabrikant die kart auto's maakt. De MH1 heeft een 1600cc Ford motor met een vermogen van 120pk.

## Kampioenen

### Thunder Arabia
| Jaar | Naam                    | Punten |
| ---- | ----------------------- | ------ |
| 2005 | Raed Raffii             | 105    |
| 2006 | Mohammed Jalal Al A'ali | 183    |

### Zip Formula Great Britain
| Jaar | Coureur      | Punten |
| ---- | ------------ | ------ |
| 2002 | Mike Spencer | 235    |
| 2003 | Tim Bridgman | 203    |